# Randaberg
Randaberg este o comună din provincia Rogaland, Norvegia.
Se află cu cel mai înalt punct în Signalhaugen[*], la 75 m. Are o suprafață de 24,71 km². Populația este de 11.671 locuitori, determinată în 1 ianuarie 2023, prin Folkeregisteret[*].